# Storfladen
Storfladen är en sjö i Östhammars kommun i Uppland och ingår i Olandsån-Skeboåns kustområde. Ca 4 hektar stor varav drygt hälften vassbevuxen. Sjön är belägen på Fälön och var från början en havsvik,  som på grund av landhöjningen  långsamt  förvandlades till en flada  för att till sist bli en glosjö. På 1800-talet fanns fortfarande viss förbindelse med havet. Egentligen ligger sjön på Kungens skär som  liksom andra öar med tiden vuxit ihop med Fälön. På Fälön finns ytterligare några flador och glosjöar.